# 몽골의 연호
몽골의 연호는 중국 위진남북조 시대의 몽골 초원에서 존재한 유목민족 국가 유연(柔然)에서 몽골 초원 최초의 연호를 사용하였다. 이후, 오랫동안 건원이 없었으며, 몽골 제국의 쿠빌라이 칸이 칭제 건원 하면서 연호를 다시 사용하기 시작하였다. 그러나, 북원의 토구스테무르 칸이 살해된 후, 이수데르 칸이 칭제 건원을 포기하면서 또 다시 연호는 중지 된다. 이후, 에센 타이시와 복드 칸이 다시 건원하기도 하였으나, 다시 연호가 폐지되기도 하였다. 

## 유연(柔然)
| 군주                                | 사용기간(음력/양력) | 사용기간(음력/양력) | 연호 이름 | 한자 | 년수 | 비고                  |
| ----------------------------------- | ------------------- | ------------------- | --------- | ---- | ---- | --------------------- |
| 수라부진가한 (受羅部眞可汗)         | 466년               | 485년               | 영강      | 永康 | 20년 | 고창국에서 연호 사용. |
| 복고돈가한 (伏古敦可汗)             | 485년               | 491년               | 태평      | 太平 | 7년  | 고창국에서 연호 사용. |
| 후기복대고자가한 (候其伏代庫者可汗) | 492년               | 505년               | 태안      | 太安 | 14년 |                       |
| 타한가한 (他汗可汗)                 | 506년               | 507년               | 시평      | 始平 | 2년  |                       |
| 두라복발두벌가한 (豆羅伏跋豆伐可汗) | 508년               | 520년               | 건창      | 建昌 | 13년 |                       |

## 몽골 제국

### 원나라(元)
| 황제                             | 사용기간(음력/양력)                | 사용기간(음력/양력)       | 연호 이름 | 한자 | 년수                            | 비고 |
| -------------------------------- | ---------------------------------- | ------------------------- | --------- | ---- | ------------------------------- | ---- |
| 원 세조(元世祖)                  |                                    |                           |           |      |                                 |      |
| 1260년 5월 20일 (6월 19일)       | 1264년 8월 15일 (9월 6일)          | 중통                      | 中統      | 5년  |                                 |      |
| 1264년 8월 16일 (9월 7일)        | 1294년 12월 30일 (1295년 1월 16일) | 지원                      | 至元      | 31년 |                                 |      |
| 원 성종(元成宗)                  |                                    |                           |           |      |                                 |      |
| 1295년 1월 1일 (1월 17일)        | 1297년 2월 26일 (3월 20일)         | 원정                      | 元貞      | 3년  |                                 |      |
| 1297년 2월 27일 (3월 21일)       | 1307년 12월 29일 (1308년 1월 23일) | 대덕                      | 大德      | 11년 |                                 |      |
| 원 무종(元武宗)                  |                                    |                           |           |      |                                 |      |
| 1308년 1월 1일 (1월 24일)        | 1311년 12월 30일 (1312년 2월 7일)  | 지대                      | 至大      | 4년  |                                 |      |
| 원 인종(元仁宗)                  |                                    |                           |           |      |                                 |      |
| 1312년 1월 1일 (2월 8일)         | 1314년 1월 21일 (2월 6일)          | 황경                      | 皇慶      | 3년  |                                 |      |
| 1314년 1월 22일 (2월 7일)        | 1320년 12월 30일 (1321년 1월 28일) | 연우                      | 延祐      | 7년  |                                 |      |
| 원 영종(元英宗)                  |                                    |                           |           |      |                                 |      |
| 1321년 1월 1일 (1월 29일)        | 1323년 12월 30일 (1324년 1월 27일) | 지치                      | 至治      | 3년  |                                 |      |
| 태정제(元泰定帝) 원 진종(元眞宗) |                                    |                           |           |      |                                 |      |
| 1324년 1월 1일 (1월 28일)        | 1328년 2월 26일 (4월 6일)          | 태정                      | 泰定      | 5년  |                                 |      |
| 1328년 2월 27일 (4월 7일)        | 1328년 8월 29일 (10월 3일)         | 치화                      | 致和      | 1년  |                                 |      |
| 천순제(元天順帝) 원 폐제(元廢帝) |                                    |                           |           |      |                                 |      |
| 1328년 9월 1일 (10월 4일)        | 1328년 10월 12일 (11월 14일)       | 천순                      | 天順      | 1년  |                                 |      |
| 원 명종(元明宗)                  | 1328년 9월 13일 (10월 16일)        | 1330년 5월 6일 (5월 24일) | 천력      | 天曆 | 3년                             |      |
| 원 문종(元文宗)                  | 1328년 9월 13일 (10월 16일)        | 1330년 5월 6일 (5월 24일) | 천력      | 天曆 | 3년                             |      |
| 1330년 5월 7일 (5월 25일)        | 1333년 10월 7일 (11월 14일)        | 지순                      | 至順      | 4년  |                                 |      |
| 1330년 5월 7일 (5월 25일)        | 1333년 10월 7일 (11월 14일)        | 지순                      | 至順      | 4년  | 원 영종(元寧宗)                 |      |
| 1330년 5월 7일 (5월 25일)        | 1333년 10월 7일 (11월 14일)        | 지순                      | 至順      | 4년  | 원 혜종(元惠宗) 원 순제(元順帝) |      |
| 1333년 10월 8일 (11월 15일)      | 1335년 11월 22일 (12월 7일)        | 원통                      | 元統      | 3년  |                                 |      |
| 1335년 11월 23일 (12월 8일)      | 1340년 12월 29일 (1341년 1월 17일) | 지원                      | 至元      | 6년  |                                 |      |
| 1341년 1월 1일 (1월 18일)        | 1370년 12월 30일 (1371년 1월 16일) | 지정                      | 至正      | 30년 |                                 |      |

### 북원(北元)
| 황제                      | 사용기간(음력/양력)           | 사용기간(음력/양력) | 연호 이름 | 한자 | 년수 | 비고 |
| ------------------------- | ----------------------------- | ------------------- | --------- | ---- | ---- | ---- |
| 원 소종(元昭宗)           |                               |                     |           |      |      |      |
| 1371년 1월 1일 (1월 17일) | 1379년 윤 5월 29일 (7월 13일) | 선광                | 宣光      | 9년  |      |      |
| 원 평제(元平帝)           |                               |                     |           |      |      |      |
| 1379년 6월 1일 (7월 14일) | 1388년 10월 2일 (11월 1일)    | 천원                | 天元      | 10년 |      |      |

### 오이라트 4부족 연맹
- 첨원(添元) (1453년 ~ 1457년)

## 몽강연합자치정부
- 공대(共戴) (1911년 ~ 1924년)

## 참고하기
- 몽골의 역대 칸
- 원나라의 역대 황제
- 연호
- 한국의 연호
- 중국의 연호
- 베트남의 연호
- 일본의 연호